# John Zerzan
John Zerzan (Salem,1943) é um filósofo e escritor anarquista estadunidense que se destacou na segunda metade da década de 1980. É considerado um dos expoentes do anarcoprimitivismo.
Os seus trabalhos abordam a origem e as consequências do surgimento da sociedade industrial de comunicação de massa, bem como a sua inerente opressão, defendendo formas inspiradas em modos de vida pré-históricos, que considera modelos de sociedades plenas de liberdade. Algumas das suas críticas mais desafiadoras referem-se ao processo de domesticação, à linguagem, ao pensamento simbólico (como matemática e arte) e à conceituação de tempo.

## O Anarquismo de John Zerzan
As teorias de Zerzan recorrem ao conceito de dialética negativa de Theodor Adorno para a construção de uma teoria da civilização como a construção cumulativa da alienação. De acordo com Zerzan, as sociedades originais humanas em tempos paleolíticos e sociedades semelhantes de hoje em dia como os Kung!, os bosquímanos e os Mbuti, vivem uma forma não-alienada e não-opressiva de vida baseada na abundância primitiva e proximidade com a natureza. Construindo tais sociedades como uma espécie de ideal político, ou pelo menos como uma comparação instrutiva com o objetivo de denunciar as sociedades contemporâneas (especialmente industriais), Zerzan usa estudos antropológicos de tais sociedades como a base para uma ampla crítica de aspectos da vida moderna. Ele retrata a sociedade contemporânea como um mundo de miséria construído sobre a produção psicológica de uma sensação de escassez e falta. A história da civilização é a história da renúncia, o que está contra ela não é progresso, mas sim a Utopia, que decorre da sua negação.
Zerzan é um anarquista e é amplamente associado com as filosofias do anarcoprimitivismo, anarquismo verde, anticivilização, anarquia pós-esquerda, neoludismo e em particular a crítica à tecnologia. Ele rejeita não só o Estado, mas todas as formas de relações hierárquicas e autoritárias. "Simplificando, anarquia significa 'sem regra'. Isto implica não só uma rejeição ao governo, mas à todas as outras formas de dominação e de poder também.”
O trabalho de Zerzan depende de um forte dualismo entre o "primitivo" - visto como não-alienado, selvagem, não-hierárquico, lúdico e socialmente igualitária – e o "civilizado" - visto como alienado, domesticado, hierarquicamente organizado e socialmente discriminatório. Por isso, "a vida antes da domesticação/agricultura era de fato em grande parte uma vida de lazer, de intimidade com a natureza, sabedoria sensual, de igualdade sexual e de saúde".
As alegações de Zerzan sobre o status das sociedades primitivas são baseadas em uma certa leitura dos trabalhos de antropólogos como Marshall Sahlins e Richard B. Lee. Fundamentalmente, a categoria de primitivos é restrita a sociedades de caçadores-coletores puros, sem domesticação de plantas e animais. Por exemplo, a hierarquia entre os nativos americanos da costa noroeste, cujas atividades principais eram a pesca e a coleta, é atribuída a suas práticas de domesticação de cães e cultivo de tabaco.
Zerzan apela por um "Futuro Primitivo", uma reconstrução radical da sociedade baseada em uma rejeição da alienação e um abraço ao selvagem. "Pode ser que a nossa única esperança real seja a recuperação de uma existência social face-a-face, a descentralização radical, um desmantelamento da trajetória altamente tecnológica, devoradora, alienadamente produtivista, que é tão empobrecedora". O comum uso de evidências antropológicas é comparativo e demonstrativo - a necessidade ou naturalidade de aspectos das sociedades ocidentais modernas é desafiada apontando contra-exemplos em sociedades de caçadores-coletores. "A crescente documentação da pré-história humana, como um período muito longo de grande parte da vida não alienada, está em nítido contraste com as falhas cada vez mais gritantes da modernidade insustentável". Não é claro, porém, se isso implica um restabelecimento de formas literais das sociedades de caçadores-coletores ou em, de uma forma ampla, aprender com seus modos de vida a fim de construir relações não-alienadas.
O projeto político de Zerzan defende a destruição da tecnologia. Ele traça a mesma distinção de Ivan Illich, entre as ferramentas que ficam sob o controle do usuário, e sistemas tecnológicos que atraem o usuário para seu controle. Uma diferença é a divisão do trabalho, à qual Zerzan se opõe. Na filosofia de Zerzan, a tecnologia está possuída por uma elite que tem automaticamente o poder sobre outros usuários; Este poder é uma das fontes da alienação, junto com a domesticação e o pensamento simbólico.
O método típico de Zerzan é usar uma construção particular da civilização (uma tecnologia, crença, prática ou instituição) e construir um resgate de suas origens históricas, onde ele expõe seus efeitos destrutivos e alienantes e seus contrastes com experiências de caçadores-coletores. Em seu ensaio sobre o número, por exemplo, Zerzan começa contrastando a ênfase “civilizada” na contagem e medição com uma ênfase do "primitivo" na partilha, citando o trabalho de Dorothy Lee sobre os nativos das Ilhas Trobriand como apoio, antes de construir uma narrativa da ascensão do número através de estágios cumulativos de dominação do Estado, começando com o desejo de reis egípcios para medir o que eles governavam. Esta abordagem se repete em relação ao tempo, a desigualdade de gênero, o trabalho, tecnologia, arte e ritual, agricultura e globalização. Zerzan também escreve textos mais gerais sobre teoria anarquista, primitivista e críticas ao "pós-modernismo".
Zerzan foi um dos editores do Green Anarchy, periódico polêmico do anarcoprimitivismo e pensamento anarquista insurrecional. Ele também é o anfitrião do Anarchy Rádio em Eugene na estação de rádio da Universidade de Oregon KWVA. Ele também atuou como editor contribuinte da Anarchy Magazine e foi publicado em revistas como a Adbusters. Ele faz turnês extensas de palestras por todo o mundo.

## Obras
- Elementos da Rejeição (1988)
- Futuro Primitivo[15] (1994)
- Against Civilization - Readings and Reflections[16] (1998)
- Correndo no vazio - O fracasso do pensamento simbólico[6](2002)
- O Crepúsculo das Máquinas (2008)[17]